# Michaël Verbauwhede
Michaël Verbauwhede (Soest, 13 november 1985) is een Belgisch redacteur en voormalig marxistisch politicus voor PVDA.

## Levensloop
Michaël Verbauwhede behaalde in 2008 een bachelor in recht en geschiedenis aan de Universiteit Namen en in 2012 een master in rechten en geschiedenis aan de ULB. Van 2010 tot 2012 was hij voorzitter van de Federatie van Franstalige Studenten (FEF). Vervolgens was hij van 2012 tot 2014 werkzaam op de studiedienst van de Ligue des Familles (de Franstalige tegenhanger van de Gezinsbond). Aldaar werd hij syndicaal afgevaardigde voor BBTK. Hij werd ook medewerker van de PVDA-studiedienst.
Bij de Brusselse gewestverkiezingen van mei 2014 werd hij voor de PVDA verkozen in het Brussels Hoofdstedelijk Parlement. Eveneens in 2014 schreef hij een boek over justitie, op basis van gesprekken met advocaat Jan Fermon en ex-voorzitter van de rechtbank van eerste aanleg Christian Panier.
Verbauwhede werd de spoorspecialist van de PVDA en heeft artikels gewijd aan de gevaren van een mogelijke liberalisering van de NMBS. In oktober 2018 solliciteerde hij bij de NMBS voor de job "Specialist Rail Liberalisation", met als bedoeling om die liberalisatie tegen te houden.
In december 2018 werd hij hoofdredacteur van Solidair, het partijblad van de PVDA, en ging hij werken op de PVDA-studiedienst. Verbauwhede besloot hierdoor ontslag te nemen als Brussels Hoofdstedelijk Parlementslid.
In 2019 werd Verbauwhede bestuurder bij de RTBF.
In de Europese verkiezingen van juni 2024 was Verbauwhede 1e opvolger voor PTB in het Frans kiescollege.
- Système universitaire de documentation: 203544250
- Virtual International Authority File: 5150150567620406370000